# WTA Tour 2016
WTA Tour 2016 – sezon profesjonalnych kobiecych turniejów tenisowych organizowanych przez Women’s Tennis Association w 2016 roku. WTA Tour 2016 obejmuje turnieje wielkoszlemowe (organizowane przez Międzynarodową Federację Tenisową), turnieje kategorii WTA Premier Series i WTA International Series, Puchar Federacji (organizowane przez ITF), kończące sezon zawody WTA Elite Trophy i WTA Finals, a także rozgrywki podczas Letnich Igrzysk Olimpijskich 2016 (organizowane przez ITF).

## Kalendarz turniejów
| Igrzyska olimpijskie     |
| Wielki Szlem             |
| WTA Championships        |
| WTA Premier Mandatory    |
| WTA Premier 5            |
| WTA Premier              |
| WTA International Series |

### Styczeń
| Tydzień | Data        | Turniej                                                                 | Zwyciężczynie                   | Wynik          | Finalistki                          | Półfinalistki                          | Ćwierćfinalistki                                                         |
| ------- | ----------- | ----------------------------------------------------------------------- | ------------------------------- | -------------- | ----------------------------------- | -------------------------------------- | ------------------------------------------------------------------------ |
| 1.      | 4 stycznia  | Brisbane International Brisbane WTA Premier 1 000 000 $ – Twarda        | Wiktoryja Azaranka              | 6:3, 6:1       | Angelique Kerber                    | Samantha Crawford Carla Suárez Navarro | Varvara Lepchenko Anastasija Pawluczenkowa Andrea Petković Roberta Vinci |
| 1.      | 4 stycznia  | Brisbane International Brisbane WTA Premier 1 000 000 $ – Twarda        | Martina Hingis Sania Mirza      | 7:5, 6:1       | Angelique Kerber Andrea Petković    | Samantha Crawford Carla Suárez Navarro | Varvara Lepchenko Anastasija Pawluczenkowa Andrea Petković Roberta Vinci |
| 1.      | 4 stycznia  | ASB Classic Auckland WTA International Series 250 000 $ – Twarda        | Sloane Stephens                 | 7:5, 6:2       | Julia Görges                        | Tamira Paszek Caroline Wozniacki       | Naomi Broady Alexandra Dulgheru Kirsten Flipkens Nao Hibino              |
| 1.      | 4 stycznia  | ASB Classic Auckland WTA International Series 250 000 $ – Twarda        | Elise Mertens An-Sophie Mestach | 2:6, 6:3, 10–5 | Danka Kovinić Barbora Strýcová      | Tamira Paszek Caroline Wozniacki       | Naomi Broady Alexandra Dulgheru Kirsten Flipkens Nao Hibino              |
| 1.      | 4 stycznia  | Shenzhen Open Shenzhen WTA International Series 500 000 $ – Twarda      | Agnieszka Radwańska             | 6:3, 6:2       | Alison Riske                        | Tímea Babos Anna-Lena Friedsam         | Eugenie Bouchard Anett Kontaveit Kateřina Siniaková Wang Qiang           |
| 1.      | 4 stycznia  | Shenzhen Open Shenzhen WTA International Series 500 000 $ – Twarda      | Vania King Monica Niculescu     | 6:1, 6:4       | Xu Yifan Zheng Saisai               | Tímea Babos Anna-Lena Friedsam         | Eugenie Bouchard Anett Kontaveit Kateřina Siniaková Wang Qiang           |
| 2.      | 11 stycznia | Apia International Sydney Sydney WTA Premier 753 000 $ – Twarda         | Swietłana Kuzniecowa            | 6:0, 6:2       | Mónica Puig                         | Belinda Bencic Simona Halep            | Sara Errani Jekatierina Makarowa Karolína Plíšková Samantha Stosur       |
| 2.      | 11 stycznia | Apia International Sydney Sydney WTA Premier 753 000 $ – Twarda         | Martina Hingis Sania Mirza      | 1:6, 7:5, 10–5 | Caroline Garcia Kristina Mladenovic | Belinda Bencic Simona Halep            | Sara Errani Jekatierina Makarowa Karolína Plíšková Samantha Stosur       |
| 2.      | 11 stycznia | Hobart International Hobart WTA International Series 250 000 $ – Twarda | Alizé Cornet                    | 6:1, 6:2       | Eugenie Bouchard                    | Dominika Cibulková Johanna Larsson     | Mona Barthel Kiki Bertens Camila Giorgi Heather Watson                   |
| 2.      | 11 stycznia | Hobart International Hobart WTA International Series 250 000 $ – Twarda | Han Xinyun Christina McHale     | 6:3, 6:0       | Kimberly Birrell Jarmila Wolfe      | Dominika Cibulková Johanna Larsson     | Mona Barthel Kiki Bertens Camila Giorgi Heather Watson                   |
| 3.–4.   | 18 stycznia | Australian Open Melbourne Wielki Szlem 14 835 728 $ – Twarda            | Angelique Kerber                | 6:4, 3:6, 6:4  | Serena Williams                     | Johanna Konta Agnieszka Radwańska      | Wiktoryja Azaranka Carla Suárez Navarro Marija Szarapowa Zhang Shuai     |
| 3.–4.   | 18 stycznia | Australian Open Melbourne Wielki Szlem 14 835 728 $ – Twarda            | Martina Hingis Sania Mirza      | 7:6(1), 6:3    | Andrea Hlaváčková Lucie Hradecká    | Johanna Konta Agnieszka Radwańska      | Wiktoryja Azaranka Carla Suárez Navarro Marija Szarapowa Zhang Shuai     |

### Luty
| Tydzień | Data      | Turniej                                                                        | Zwyciężczynie                                  | Wynik            | Finalistki                          | Półfinalistki                       | Ćwierćfinalistki                                                          |
| ------- | --------- | ------------------------------------------------------------------------------ | ---------------------------------------------- | ---------------- | ----------------------------------- | ----------------------------------- | ------------------------------------------------------------------------- |
| 6.      | 8 lutego  | St. Petersburg Ladies Trophy Petersburg WTA Premier 753 000 $ – Twarda (hala)  | Roberta Vinci                                  | 6:4, 6:3         | Belinda Bencic                      | Ana Ivanović Darja Kasatkina        | Tímea Babos Dominika Cibulková Kateryna Kozłowa Anastasija Pawluczenkowa  |
| 6.      | 8 lutego  | St. Petersburg Ladies Trophy Petersburg WTA Premier 753 000 $ – Twarda (hala)  | Martina Hingis Sania Mirza                     | 6:3, 6:1         | Wiera Duszewina Barbora Krejčíková  | Ana Ivanović Darja Kasatkina        | Tímea Babos Dominika Cibulková Kateryna Kozłowa Anastasija Pawluczenkowa  |
| 6.      | 8 lutego  | Taiwan Open Kaohsiung WTA International Series 500 000 $ – Twarda              | Venus Williams                                 | 6:4, 6:2         | Misaki Doi                          | Julija Putincewa Hsieh Su-wei       | Jelizawieta Kuliczkowa Kurumi Nara Anastasija Sevastova Stefanie Vögele   |
| 6.      | 8 lutego  | Taiwan Open Kaohsiung WTA International Series 500 000 $ – Twarda              | Chan Hao-ching Chan Yung-jan                   | 6:4, 6:3         | Eri Hozumi Miyu Katō                | Julija Putincewa Hsieh Su-wei       | Jelizawieta Kuliczkowa Kurumi Nara Anastasija Sevastova Stefanie Vögele   |
| 7.      | 15 lutego | Dubai Duty Free Tennis Championships Dubaj WTA Premier 2 000 000 $ – Twarda    | Sara Errani                                    | 6:0, 6:2         | Barbora Strýcová                    | Caroline Garcia Elina Switolina     | Madison Brengle Ana Ivanović Andrea Petković Coco Vandeweghe              |
| 7.      | 15 lutego | Dubai Duty Free Tennis Championships Dubaj WTA Premier 2 000 000 $ – Twarda    | Chuang Chia-jung Darija Jurak                  | 6:4, 6:4         | Caroline Garcia Kristina Mladenovic | Caroline Garcia Elina Switolina     | Madison Brengle Ana Ivanović Andrea Petković Coco Vandeweghe              |
| 7.      | 15 lutego | Rio Open Rio de Janeiro WTA International Series 250 000 $ – Ceglana           | Francesca Schiavone                            | 2:6, 6:2, 6:2    | Shelby Rogers                       | Sorana Cîrstea Petra Martić         | Lara Arruabarrena Cindy Burger Paula Cristina Gonçalves Danka Kovinić     |
| 7.      | 15 lutego | Rio Open Rio de Janeiro WTA International Series 250 000 $ – Ceglana           | Verónica Cepede Royg María Irigoyen            | 6:1, 7:6(5)      | Tara Moore Conny Perrin             | Sorana Cîrstea Petra Martić         | Lara Arruabarrena Cindy Burger Paula Cristina Gonçalves Danka Kovinić     |
| 8.      | 22 lutego | Qatar Total Open Doha WTA Premier 5 2 818 000 $ – Twarda                       | Carla Suárez Navarro                           | 1:6, 6:4, 6:4    | Jeļena Ostapenko                    | Andrea Petković Agnieszka Radwańska | Garbiñe Muguruza Zheng Saisai Roberta Vinci Jelena Wiesnina               |
| 8.      | 22 lutego | Qatar Total Open Doha WTA Premier 5 2 818 000 $ – Twarda                       | Chan Hao-ching Chan Yung-jan                   | 6:3, 6:3         | Sara Errani Carla Suárez Navarro    | Andrea Petković Agnieszka Radwańska | Garbiñe Muguruza Zheng Saisai Roberta Vinci Jelena Wiesnina               |
| 8.      | 22 lutego | Abierto Mexicano Telcel Acapulco WTA International Series 250 000 $ – Twarda   | Sloane Stephens                                | 6:4, 4:6, 7:6(5) | Dominika Cibulková                  | Christina McHale Yanina Wickmayer   | Johanna Larsson Mirjana Lučić-Baroni Naomi Ōsaka Anastasija Pawluczenkowa |
| 8.      | 22 lutego | Abierto Mexicano Telcel Acapulco WTA International Series 250 000 $ – Twarda   | Anabel Medina Garrigues Arantxa Parra Santonja | 6:0, 6:4         | Kiki Bertens Johanna Larsson        | Christina McHale Yanina Wickmayer   | Johanna Larsson Mirjana Lučić-Baroni Naomi Ōsaka Anastasija Pawluczenkowa |
| 9.      | 29 lutego | Abierto Monterrey Afirme Monterrey WTA International Series 250 000 $ – Twarda | Heather Watson                                 | 3:6, 6:2, 6:3    | Kirsten Flipkens                    | Caroline Garcia Anett Kontaveit     | Nicole Gibbs Johanna Konta Pauline Parmentier Caroline Wozniacki          |
| 9.      | 29 lutego | Abierto Monterrey Afirme Monterrey WTA International Series 250 000 $ – Twarda | Anabel Medina Garrigues Arantxa Parra Santonja | 4:6, 7:5, 10–7   | Petra Martić Maria Sanchez          | Caroline Garcia Anett Kontaveit     | Nicole Gibbs Johanna Konta Pauline Parmentier Caroline Wozniacki          |
| 9.      | 29 lutego | BMW Malaysian Open Kuala Lumpur WTA International Series 250 000 $ – Twarda    | Elina Switolina                                | 6:7(5), 6:4, 7:5 | Eugenie Bouchard                    | Naomi Broady Zhu Lin                | Çağla Büyükakçay Kristína Kučová Sabine Lisicki Wang Qiang                |
| 9.      | 29 lutego | BMW Malaysian Open Kuala Lumpur WTA International Series 250 000 $ – Twarda    | Varatchaya Wongteanchai Yang Zhaoxuan          | 4:6, 6:4, 10–7   | Liang Chen Wang Yafan               | Naomi Broady Zhu Lin                | Çağla Büyükakçay Kristína Kučová Sabine Lisicki Wang Qiang                |

### Marzec
| Tydzień | Data     | Turniej                                                                  | Zwyciężczynie                         | Wynik          | Finalistki                      | Półfinalistki                         | Ćwierćfinalistki                                                |
| ------- | -------- | ------------------------------------------------------------------------ | ------------------------------------- | -------------- | ------------------------------- | ------------------------------------- | --------------------------------------------------------------- |
| 10.–11. | 7 marca  | BNP Paribas Open Indian Wells WTA Premier Mandatory 6 844 139 $ – Twarda | Wiktoryja Azaranka                    | 6:4, 6:4       | Serena Williams                 | Karolína Plíšková Agnieszka Radwańska | Simona Halep Darja Kasatkina Petra Kvitová Magdaléna Rybáriková |
| 10.–11. | 7 marca  | BNP Paribas Open Indian Wells WTA Premier Mandatory 6 844 139 $ – Twarda | Bethanie Mattek-Sands Coco Vandeweghe | 4:6, 6:4, 10–6 | Julia Görges Karolína Plíšková  | Karolína Plíšková Agnieszka Radwańska | Simona Halep Darja Kasatkina Petra Kvitová Magdaléna Rybáriková |
| 12.–13. | 21 marca | Miami Open Miami WTA Premier Mandatory 6 844 139 $ – Twarda              | Wiktoryja Azaranka                    | 6:3, 6:2       | Swietłana Kuzniecowa            | Timea Bacsinszky Angelique Kerber     | Simona Halep Madison Keys Johanna Konta Jekatierina Makarowa    |
| 12.–13. | 21 marca | Miami Open Miami WTA Premier Mandatory 6 844 139 $ – Twarda              | Bethanie Mattek-Sands Lucie Šafářová  | 6:3, 6:4       | Tímea Babos Jarosława Szwiedowa | Timea Bacsinszky Angelique Kerber     | Simona Halep Madison Keys Johanna Konta Jekatierina Makarowa    |

### Kwiecień
| Tydzień | Data        | Turniej                                                                                        | Zwyciężczynie                         | Wynik          | Finalistki                              | Półfinalistki                              | Ćwierćfinalistki                                                      |
| ------- | ----------- | ---------------------------------------------------------------------------------------------- | ------------------------------------- | -------------- | --------------------------------------- | ------------------------------------------ | --------------------------------------------------------------------- |
| 14.     | 4 kwietnia  | Volvo Car Open Charleston WTA Premier 753 000 $ – Ceglana                                      | Sloane Stephens                       | 7:6(4), 6:2    | Jelena Wiesnina                         | Sara Errani Angelique Kerber               | Irina-Camelia Begu Darja Kasatkina Julija Putincewa Laura Siegemund   |
| 14.     | 4 kwietnia  | Volvo Car Open Charleston WTA Premier 753 000 $ – Ceglana                                      | Caroline Garcia Kristina Mladenovic   | 6:2, 7:5       | Bethanie Mattek-Sands Lucie Šafářová    | Sara Errani Angelique Kerber               | Irina-Camelia Begu Darja Kasatkina Julija Putincewa Laura Siegemund   |
| 14.     | 4 kwietnia  | Katowice Open Katowice WTA International Series 250 000 $ – Twarda (hala)                      | Dominika Cibulková                    | 6:4, 6:0       | Camila Giorgi                           | Jeļena Ostapenko Pauline Parmentier        | Tímea Babos Kirsten Flipkens Magda Linette Francesca Schiavone        |
| 14.     | 4 kwietnia  | Katowice Open Katowice WTA International Series 250 000 $ – Twarda (hala)                      | Eri Hozumi Miyu Katō                  | 3:6, 7:5, 10–8 | Walentina Iwachnienko Marina Mielnikowa | Jeļena Ostapenko Pauline Parmentier        | Tímea Babos Kirsten Flipkens Magda Linette Francesca Schiavone        |
| 15.     | 11 kwietnia | Claro Open Colsanitas Bogota WTA International Series 250 000 $ – Ceglana                      | Irina Falconi                         | 6:2, 2:6, 6:4  | Sílvia Soler Espinosa                   | Lara Arruabarrena Paula Cristina Gonçalves | Aleksandra Panowa Catalina Pella Amra Sadiković Sachia Vickery        |
| 15.     | 11 kwietnia | Claro Open Colsanitas Bogota WTA International Series 250 000 $ – Ceglana                      | Lara Arruabarrena Tatjana Maria       | 6:2, 4:6, 10–8 | Gabriela Cé Andrea Gámiz                | Lara Arruabarrena Paula Cristina Gonçalves | Aleksandra Panowa Catalina Pella Amra Sadiković Sachia Vickery        |
| 16.     | 18 kwietnia | Porsche Tennis Grand Prix Stuttgart WTA Premier 759 000 $ – Ceglana (hala)                     | Angelique Kerber                      | 6:4, 6:0       | Laura Siegemund                         | Petra Kvitová Agnieszka Radwańska          | Garbiñe Muguruza Karolína Plíšková Carla Suárez Navarro Roberta Vinci |
| 16.     | 18 kwietnia | Porsche Tennis Grand Prix Stuttgart WTA Premier 759 000 $ – Ceglana (hala)                     | Caroline Garcia Kristina Mladenovic   | 2:6, 6:1, 10–6 | Martina Hingis Sania Mirza              | Petra Kvitová Agnieszka Radwańska          | Garbiñe Muguruza Karolína Plíšková Carla Suárez Navarro Roberta Vinci |
| 16.     | 18 kwietnia | TEB BNP Paribas Istanbul Cup Stambuł WTA International Series 250 000 $ – Ceglana              | Çağla Büyükakçay                      | 3:6, 6:2, 6:3  | Danka Kovinić                           | Kateryna Kozłowa Stefanie Vögele           | Nao Hibino Kristína Kučová Maria Sakari Anastasija Sevastova          |
| 16.     | 18 kwietnia | TEB BNP Paribas Istanbul Cup Stambuł WTA International Series 250 000 $ – Ceglana              | Andreea Mitu İpek Soylu               | walkower       | Xenia Knoll Danka Kovinić               | Kateryna Kozłowa Stefanie Vögele           | Nao Hibino Kristína Kučová Maria Sakari Anastasija Sevastova          |
| 17.     | 25 kwietnia | J&T Banka Prague Open Praga WTA International Series 500 000 $ – Ceglana                       | Lucie Šafářová                        | 3:6, 6:1, 6:4  | Samantha Stosur                         | Swietłana Kuzniecowa Karolína Plíšková     | Camila Giorgi Mónica Puig Barbora Strýcová Hsieh Su-wei               |
| 17.     | 25 kwietnia | J&T Banka Prague Open Praga WTA International Series 500 000 $ – Ceglana                       | Margarita Gasparian Andrea Hlaváčková | 6:4, 6:2       | María Irigoyen Paula Kania              | Swietłana Kuzniecowa Karolína Plíšková     | Camila Giorgi Mónica Puig Barbora Strýcová Hsieh Su-wei               |
| 17.     | 25 kwietnia | Grand Prix de SAR La Princesse Lalla Meryem Rabat WTA International Series 250 000 $ – Ceglana | Timea Bacsinszky                      | 6:2, 6:1       | Marina Erakovic                         | Tímea Babos Kiki Bertens                   | Aleksandra Krunić Johanna Larsson Pauline Parmentier Julija Putincewa |
| 17.     | 25 kwietnia | Grand Prix de SAR La Princesse Lalla Meryem Rabat WTA International Series 250 000 $ – Ceglana | Xenia Knoll Aleksandra Krunić         | 6:3, 6:0       | Tatjana Maria Raluca Olaru              | Tímea Babos Kiki Bertens                   | Aleksandra Krunić Johanna Larsson Pauline Parmentier Julija Putincewa |
| 18.     | 30 kwietnia | Mutua Madrid Open Madryt WTA Premier Mandatory 5 300 951 € – Ceglana                           | Simona Halep                          | 6:2, 6:4       | Dominika Cibulková                      | Louisa Chirico Samantha Stosur             | Irina-Camelia Begu Sorana Cîrstea Darja Gawriłowa Patricia Maria Țig  |
| 18.     | 30 kwietnia | Mutua Madrid Open Madryt WTA Premier Mandatory 5 300 951 € – Ceglana                           | Caroline Garcia Kristina Mladenovic   | 6:4, 6:4       | Martina Hingis Sania Mirza              | Louisa Chirico Samantha Stosur             | Irina-Camelia Begu Sorana Cîrstea Darja Gawriłowa Patricia Maria Țig  |

### Maj
| Tydzień | Data    | Turniej                                                                             | Zwyciężczynie                                  | Wynik             | Finalistki                           | Półfinalistki                        | Ćwierćfinalistki                                                    |
| ------- | ------- | ----------------------------------------------------------------------------------- | ---------------------------------------------- | ----------------- | ------------------------------------ | ------------------------------------ | ------------------------------------------------------------------- |
| 19.     | 9 maja  | Internazionali BNL d’Italia Rzym WTA Premier 5 2 399 000 € – Ceglana                | Serena Williams                                | 7:6(5), 6:3       | Madison Keys                         | Irina-Camelia Begu Garbiñe Muguruza  | Timea Bacsinszky Misaki Doi Swietłana Kuzniecowa Barbora Strýcová   |
| 19.     | 9 maja  | Internazionali BNL d’Italia Rzym WTA Premier 5 2 399 000 € – Ceglana                | Martina Hingis Sania Mirza                     | 6:1, 6:7(5), 10–3 | Jekatierina Makarowa Jelena Wiesnina | Irina-Camelia Begu Garbiñe Muguruza  | Timea Bacsinszky Misaki Doi Swietłana Kuzniecowa Barbora Strýcová   |
| 20.     | 16 maja | Nürnberger Versicherungscup Norymberga WTA International Series 250 000 $ – Ceglana | Kiki Bertens                                   | 6:2, 6:2          | Mariana Duque Mariño                 | Annika Beck Julia Görges             | Łesia Curenko Irina Falconi Anna-Lena Friedsam Varvara Lepchenko    |
| 20.     | 16 maja | Nürnberger Versicherungscup Norymberga WTA International Series 250 000 $ – Ceglana | Kiki Bertens Johanna Larsson                   | 6:3, 6:4          | Shūko Aoyama Renata Voráčová         | Annika Beck Julia Görges             | Łesia Curenko Irina Falconi Anna-Lena Friedsam Varvara Lepchenko    |
| 20.     | 16 maja | Internationaux de Strasbourg Strasburg WTA International Series 250 000 $ – Ceglana | Caroline Garcia                                | 6:4, 6:1          | Mirjana Lučić-Baroni                 | Kristina Mladenovic Virginie Razzano | Ałła Kudriawcewa Pauline Parmentier Samantha Stosur Jelena Wiesnina |
| 20.     | 16 maja | Internationaux de Strasbourg Strasburg WTA International Series 250 000 $ – Ceglana | Anabel Medina Garrigues Arantxa Parra Santonja | 6:2, 6:0          | María Irigoyen Liang Chen            | Kristina Mladenovic Virginie Razzano | Ałła Kudriawcewa Pauline Parmentier Samantha Stosur Jelena Wiesnina |
| 21.–22. | 23 maja | French Open Paryż Wielki Szlem 12 032 000 € – Ceglana                               | Garbiñe Muguruza                               | 7:5, 6:4          | Serena Williams                      | Kiki Bertens Samantha Stosur         | Timea Bacsinszky Cwetana Pironkowa Julija Putincewa Shelby Rogers   |
| 21.–22. | 23 maja | French Open Paryż Wielki Szlem 12 032 000 € – Ceglana                               | Caroline Garcia Kristina Mladenovic            | 6:3, 2:6, 6:4     | Jekatierina Makarowa Jelena Wiesnina | Kiki Bertens Samantha Stosur         | Timea Bacsinszky Cwetana Pironkowa Julija Putincewa Shelby Rogers   |

### Czerwiec
| Tydzień | Data       | Turniej                                                                         | Zwyciężczynie                                  | Wynik             | Finalistki                         | Półfinalistki                        | Ćwierćfinalistki                                                             |
| ------- | ---------- | ------------------------------------------------------------------------------- | ---------------------------------------------- | ----------------- | ---------------------------------- | ------------------------------------ | ---------------------------------------------------------------------------- |
| 23.     | 6 czerwca  | Aegon Open Nottingham Nottingham WTA International Series 250 000 $ – Trawiasta | Karolína Plíšková                              | 7:6(8), 7:5       | Alison Riske                       | Mónica Puig Zheng Saisai             | Ashleigh Barty Anett Kontaveit Tara Moore Tamira Paszek                      |
| 23.     | 6 czerwca  | Aegon Open Nottingham Nottingham WTA International Series 250 000 $ – Trawiasta | Andrea Hlaváčková Peng Shuai                   | 7:5, 3:6, 10–7    | Gabriela Dabrowski Yang Zhaoxuan   | Mónica Puig Zheng Saisai             | Ashleigh Barty Anett Kontaveit Tara Moore Tamira Paszek                      |
| 23.     | 6 czerwca  | Ricoh Open ’s-Hertogenbosch WTA International Series 250 000 $ – Trawiasta      | Coco Vandeweghe                                | 7:5, 7:5          | Kristina Mladenovic                | Belinda Bencic Madison Brengle       | Viktorija Golubic Kateryna Kozłowa Elise Mertens Jewgienija Rodina           |
| 23.     | 6 czerwca  | Ricoh Open ’s-Hertogenbosch WTA International Series 250 000 $ – Trawiasta      | Oksana Kalasznikowa Jarosława Szwiedowa        | 6:1, 6:1          | Xenia Knoll Aleksandra Krunić      | Belinda Bencic Madison Brengle       | Viktorija Golubic Kateryna Kozłowa Elise Mertens Jewgienija Rodina           |
| 24.     | 13 czerwca | Aegon Classic Birmingham Birmingham WTA Premier 846 000 $ – Trawiasta           | Madison Keys                                   | 6:3, 6:4          | Barbora Strýcová                   | Carla Suárez Navarro Coco Vandeweghe | Angelique Kerber Jeļena Ostapenko Cwetana Pironkowa Yanina Wickmayer         |
| 24.     | 13 czerwca | Aegon Classic Birmingham Birmingham WTA Premier 846 000 $ – Trawiasta           | Karolína Plíšková Barbora Strýcová             | 6:3, 7:6(1)       | Vania King Ałła Kudriawcewa        | Carla Suárez Navarro Coco Vandeweghe | Angelique Kerber Jeļena Ostapenko Cwetana Pironkowa Yanina Wickmayer         |
| 24.     | 13 czerwca | Mallorca Open Majorka WTA International Series 250 000 $ – Trawiasta            | Caroline Garcia                                | 6:3, 6:4          | Anastasija Sevastova               | Kirsten Flipkens Jelena Janković     | Verónica Cepede Royg Sorana Cîrstea Mariana Duque Mariño Ana Ivanović        |
| 24.     | 13 czerwca | Mallorca Open Majorka WTA International Series 250 000 $ – Trawiasta            | Gabriela Dabrowski María José Martínez Sánchez | 6:4, 6:2          | Anna-Lena Friedsam Laura Siegemund | Kirsten Flipkens Jelena Janković     | Verónica Cepede Royg Sorana Cîrstea Mariana Duque Mariño Ana Ivanović        |
| 25.     | 20 czerwca | Aegon International Eastbourne Eastbourne WTA Premier 776 878 $ – Trawiasta     | Dominika Cibulková                             | 7:5, 6:3          | Karolína Plíšková                  | Johanna Konta Mónica Puig            | Jekatierina Makarowa Kristina Mladenovic Agnieszka Radwańska Jelena Wiesnina |
| 25.     | 20 czerwca | Aegon International Eastbourne Eastbourne WTA Premier 776 878 $ – Trawiasta     | Darija Jurak Anastasija Rodionowa              | 5:7, 7:6(4), 10–6 | Chan Hao-ching Chan Yung-jan       | Johanna Konta Mónica Puig            | Jekatierina Makarowa Kristina Mladenovic Agnieszka Radwańska Jelena Wiesnina |
| 26.–27. | 27 czerwca | Wimbledon Londyn Wielki Szlem 10 856 000 £ – Trawiasta                          | Serena Williams                                | 7:5, 6:3          | Angelique Kerber                   | Jelena Wiesnina Venus Williams       | Dominika Cibulková Simona Halep Anastasija Pawluczenkowa Jarosława Szwiedowa |
| 26.–27. | 27 czerwca | Wimbledon Londyn Wielki Szlem 10 856 000 £ – Trawiasta                          | Serena Williams Venus Williams                 | 6:3, 6:4          | Tímea Babos Jarosława Szwiedowa    | Jelena Wiesnina Venus Williams       | Dominika Cibulková Simona Halep Anastasija Pawluczenkowa Jarosława Szwiedowa |

### Lipiec
| Tydzień | Data     | Turniej                                                                        | Zwyciężczynie                         | Wynik          | Finalistki                        | Półfinalistki                    | Ćwierćfinalistki                                                            |
| ------- | -------- | ------------------------------------------------------------------------------ | ------------------------------------- | -------------- | --------------------------------- | -------------------------------- | --------------------------------------------------------------------------- |
| 28.     | 11 lipca | BRD Bucharest Open Bukareszt WTA International Series 250 000 $ – Ceglana      | Simona Halep                          | 6:0, 6:0       | Anastasija Sevastova              | Vania King Laura Siegemund       | Sara Errani Polona Hercog Danka Kovinić Pauline Parmentier                  |
| 28.     | 11 lipca | BRD Bucharest Open Bukareszt WTA International Series 250 000 $ – Ceglana      | Jessica Moore Varatchaya Wongteanchai | 6:3, 7:6(5)    | Alexandra Cadanțu Katarzyna Piter | Vania King Laura Siegemund       | Sara Errani Polona Hercog Danka Kovinić Pauline Parmentier                  |
| 28.     | 11 lipca | Ladies Championship Gstaad Gstaad WTA International Series 250 000 $ – Ceglana | Viktorija Golubic                     | 4:6, 6:3, 6:4  | Kiki Bertens                      | Timea Bacsinszky Rebeka Masarova | Annika Beck Irina Chromaczowa Johanna Larsson Carina Witthöft               |
| 28.     | 11 lipca | Ladies Championship Gstaad Gstaad WTA International Series 250 000 $ – Ceglana | Lara Arruabarrena Xenia Knoll         | 6:1, 3:6, 10–8 | Annika Beck Jewgienija Rodina     | Timea Bacsinszky Rebeka Masarova | Annika Beck Irina Chromaczowa Johanna Larsson Carina Witthöft               |
| 29.     | 18 lipca | Bank of the West Classic Stanford WTA Premier 753 000 $ – Twarda               | Johanna Konta                         | 7:5, 5:7, 6:2  | Venus Williams                    | Dominika Cibulková Alison Riske  | Catherine Bellis Misaki Doi Zheng Saisai Coco Vandeweghe                    |
| 29.     | 18 lipca | Bank of the West Classic Stanford WTA Premier 753 000 $ – Twarda               | Raquel Atawo Abigail Spears           | 6:3, 6:4       | Darija Jurak Anastasija Rodionowa | Dominika Cibulková Alison Riske  | Catherine Bellis Misaki Doi Zheng Saisai Coco Vandeweghe                    |
| 29.     | 18 lipca | Ericsson Open Båstad WTA International Series 250 000 $ – Ceglana              | Laura Siegemund                       | 7:5, 6:1       | Kateřina Siniaková                | Julia Görges Johanna Larsson     | Lara Arruabarrena Annika Beck Sara Errani Karin Knapp                       |
| 29.     | 18 lipca | Ericsson Open Båstad WTA International Series 250 000 $ – Ceglana              | Andreea Mitu Alicja Rosolska          | 6:3, 7:5       | Lesley Kerkhove Lidzija Marozawa  | Julia Görges Johanna Larsson     | Lara Arruabarrena Annika Beck Sara Errani Karin Knapp                       |
| 29.     | 18 lipca | Citi Open Waszyngton WTA International Series 250 000 $ – Twarda               | Yanina Wickmayer                      | 6:4, 6:2       | Lauren Davis                      | Jessica Pegula Julija Putincewa  | Camila Giorgi Kristina Mladenovic Risa Ozaki Samantha Stosur                |
| 29.     | 18 lipca | Citi Open Waszyngton WTA International Series 250 000 $ – Twarda               | Monica Niculescu Yanina Wickmayer     | 6:4, 6:3       | Shūko Aoyama Risa Ozaki           | Jessica Pegula Julija Putincewa  | Camila Giorgi Kristina Mladenovic Risa Ozaki Samantha Stosur                |
| 30.     | 25 lipca | Rogers Cup Montreal WTA Premier 5 2 714 413 $ – Twarda                         | Simona Halep                          | 7:6(2), 6:3    | Madison Keys                      | Angelique Kerber Kristína Kučová | Darja Kasatkina Johanna Konta Swietłana Kuzniecowa Anastasija Pawluczenkowa |
| 30.     | 25 lipca | Rogers Cup Montreal WTA Premier 5 2 714 413 $ – Twarda                         | Jekatierina Makarowa Jelena Wiesnina  | 6:3, 7:6(5)    | Simona Halep Monica Niculescu     | Angelique Kerber Kristína Kučová | Darja Kasatkina Johanna Konta Swietłana Kuzniecowa Anastasija Pawluczenkowa |

### Sierpień
| Tydzień | Data       | Turniej                                                                          | Zwyciężczynie                    | Wynik              | Finalistki                   | Półfinalistki          | Ćwierćfinalistki                                          |
| ------- | ---------- | -------------------------------------------------------------------------------- | -------------------------------- | ------------------ | ---------------------------- | ---------------------- | --------------------------------------------------------- |
| 31.     | 1 sierpnia | Brasil Tennis Cup Florianópolis WTA International Series 250 000 $ – Twarda      | Irina-Camelia Begu               | 2:6, 6:4, 6:3      | Tímea Babos                  | Ana Bogdan Mónica Puig | Nao Hibino Ludmyła Kiczenok Naomi Ōsaka Jeļena Ostapenko  |
| 31.     | 1 sierpnia | Brasil Tennis Cup Florianópolis WTA International Series 250 000 $ – Twarda      | Ludmyła Kiczenok Nadija Kiczenok | 6:3, 6:1           | Tímea Babos Réka Luca Jani   | Ana Bogdan Mónica Puig | Nao Hibino Ludmyła Kiczenok Naomi Ōsaka Jeļena Ostapenko  |
| 31.     | 1 sierpnia | Jiangxi Women’s Tennis Open Nanchang WTA International Series 250 000 $ – Twarda | Duan Yingying                    | 1:6, 6:4, 6:2      | Vania King                   | Misa Eguchi Risa Ozaki | Liu Fangzhou Zhang Kailin Kurumi Nara Francesca Schiavone |
| 31.     | 1 sierpnia | Jiangxi Women’s Tennis Open Nanchang WTA International Series 250 000 $ – Twarda | Liang Chen Lu Jingjing           | 3:6, 7:6(2), 13–11 | Shūko Aoyama Makoto Ninomiya | Misa Eguchi Risa Ozaki | Liu Fangzhou Zhang Kailin Kurumi Nara Francesca Schiavone |

| Tydzień | Data       | Turniej                                                                     | Złoty medal                          | Wynik             | Srebrny medal                   | Brązowy medal                   | Wynik         | Czwarte miejsce                  |
| 32.     | 8 sierpnia | Letnie Igrzyska Olimpijskie 2016 Rio de Janeiro Igrzyska olimpijskie Twarda | Mónica Puig                          | 6:4, 4:6, 6:1     | Angelique Kerber                | Petra Kvitová                   | 7:5, 2:6, 6:2 | Madison Keys                     |
| 32.     | 8 sierpnia | Letnie Igrzyska Olimpijskie 2016 Rio de Janeiro Igrzyska olimpijskie Twarda | Jekatierina Makarowa Jelena Wiesnina | 6:4, 6:4          | Timea Bacsinszky Martina Hingis | Lucie Šafářová Barbora Strýcová | 7:5, 6:1      | Andrea Hlaváčková Lucie Hradecká |
| 32.     | 8 sierpnia | Letnie Igrzyska Olimpijskie 2016 Rio de Janeiro Igrzyska olimpijskie Twarda | Bethanie Mattek-Sands Jack Sock      | 6:7(3), 6:1, 10–7 | Venus Williams Rajeev Ram       | Lucie Hradecká Radek Štěpánek   | 6:1, 7:5      | Sania Mirza Rohan Bopanna        |

| Tydzień | Data        | Turniej                                                               | Zwyciężczynie                        | Wynik           | Finalistki                           | Półfinalistki                      | Ćwierćfinalistki                                                          |
| ------- | ----------- | --------------------------------------------------------------------- | ------------------------------------ | --------------- | ------------------------------------ | ---------------------------------- | ------------------------------------------------------------------------- |
| 33.     | 15 sierpnia | Western & Southern Open Cincinnati WTA Premier 5 2 804 000 $ – Twarda | Karolína Plíšková                    | 6:3, 6:1        | Angelique Kerber                     | Simona Halep Garbiñe Muguruza      | Tímea Babos Swietłana Kuzniecowa Agnieszka Radwańska Carla Suárez Navarro |
| 33.     | 15 sierpnia | Western & Southern Open Cincinnati WTA Premier 5 2 804 000 $ – Twarda | Sania Mirza Barbora Strýcová         | 7:5, 6:4        | Martina Hingis Coco Vandeweghe       | Simona Halep Garbiñe Muguruza      | Tímea Babos Swietłana Kuzniecowa Agnieszka Radwańska Carla Suárez Navarro |
| 34.     | 22 sierpnia | Connecticut Open New Haven WTA Premier 761 000 $ – Twarda             | Agnieszka Radwańska                  | 6:1, 7:6(3)     | Elina Switolina                      | Petra Kvitová Johanna Larsson      | Kirsten Flipkens Jekatierina Makarowa Jelena Wiesnina Roberta Vinci       |
| 34.     | 22 sierpnia | Connecticut Open New Haven WTA Premier 761 000 $ – Twarda             | Sania Mirza Monica Niculescu         | 7:5, 6:4        | Kateryna Bondarenko Chuang Chia-jung | Petra Kvitová Johanna Larsson      | Kirsten Flipkens Jekatierina Makarowa Jelena Wiesnina Roberta Vinci       |
| 35.–36. | 29 sierpnia | US Open Nowy Jork Wielki Szlem 22 112 700 $ – Twarda                  | Angelique Kerber                     | 6:3, 4:6, 6:4   | Karolína Plíšková                    | Serena Williams Caroline Wozniacki | Simona Halep Ana Konjuh Anastasija Sevastova Roberta Vinci                |
| 35.–36. | 29 sierpnia | US Open Nowy Jork Wielki Szlem 22 112 700 $ – Twarda                  | Bethanie Mattek-Sands Lucie Šafářová | 2:6,7:6(5), 6:4 | Caroline Garcia Kristina Mladenovic  | Serena Williams Caroline Wozniacki | Simona Halep Ana Konjuh Anastasija Sevastova Roberta Vinci                |

### Wrzesień
| Tydzień | Data        | Turniej                                                                                 | Zwyciężczynie                        | Wynik          | Finalistki                         | Półfinalistki                       | Ćwierćfinalistki                                                     |
| ------- | ----------- | --------------------------------------------------------------------------------------- | ------------------------------------ | -------------- | ---------------------------------- | ----------------------------------- | -------------------------------------------------------------------- |
| 37.     | 12 września | Coupe Banque Nationale Quebec WTA International Series 250 000 $ – Dywanowa (hala)      | Océane Dodin                         | 6:4, 6:3       | Lauren Davis                       | Tereza Martincová Julia Boserup     | Ałła Kudriawcewa Jessica Pegula Catherine Bellis Alison Van Uytvanck |
| 37.     | 12 września | Coupe Banque Nationale Quebec WTA International Series 250 000 $ – Dywanowa (hala)      | Andrea Hlaváčková Lucie Hradecká     | 7:6(2), 7:6(2) | Ałła Kudriawcewa Aleksandra Panowa | Tereza Martincová Julia Boserup     | Ałła Kudriawcewa Jessica Pegula Catherine Bellis Alison Van Uytvanck |
| 37.     | 12 września | Japan Women’s Open Tennis Tokio WTA International Series 250 000 $ – Twarda             | Christina McHale                     | 3:6, 6:4, 6:4  | Kateřina Siniaková                 | Jana Čepelová Zhang Shuai           | Viktorija Golubic Varvara Lepchenko Kurumi Nara Alison Riske         |
| 37.     | 12 września | Japan Women’s Open Tennis Tokio WTA International Series 250 000 $ – Twarda             | Shūko Aoyama Makoto Ninomiya         | 6:3, 6:3       | Jocelyn Rae Anna Smith             | Jana Čepelová Zhang Shuai           | Viktorija Golubic Varvara Lepchenko Kurumi Nara Alison Riske         |
| 38.     | 19 września | Toray Pan Pacific Open Tokio WTA Premier 1 000 000 $ – Twarda                           | Caroline Wozniacki                   | 7:5, 6:3       | Naomi Ōsaka                        | Agnieszka Radwańska Elina Switolina | Magda Linette Garbiñe Muguruza Mónica Puig Alaksandra Sasnowicz      |
| 38.     | 19 września | Toray Pan Pacific Open Tokio WTA Premier 1 000 000 $ – Twarda                           | Sania Mirza Barbora Strýcová         | 6:1, 6:1       | Liang Chen Yang Zhaoxuan           | Agnieszka Radwańska Elina Switolina | Magda Linette Garbiñe Muguruza Mónica Puig Alaksandra Sasnowicz      |
| 38.     | 19 września | Guangzhou International Women’s Open Kanton WTA International Series 250 000 $ – Twarda | Łesia Curenko                        | 6:4, 3:6, 6:4  | Jelena Janković                    | Ana Konjuh Anett Kontaveit          | Jennifer Brady Viktorija Golubic Sabine Lisicki Alison Riske         |
| 38.     | 19 września | Guangzhou International Women’s Open Kanton WTA International Series 250 000 $ – Twarda | Asia Muhammad Peng Shuai             | 6:2, 7:6(3)    | Wolha Hawarcowa Wiera Łapko        | Ana Konjuh Anett Kontaveit          | Jennifer Brady Viktorija Golubic Sabine Lisicki Alison Riske         |
| 38.     | 19 września | Korea Open Seul WTA International Series 250 000 $ – Twarda                             | Lara Arruabarrena                    | 6:0, 2:6, 6:0  | Monica Niculescu                   | Zhang Shuai Patricia Maria Țig      | Jana Čepelová Camila Giorgi Johanna Larsson Sara Sorribes Tormo      |
| 38.     | 19 września | Korea Open Seul WTA International Series 250 000 $ – Twarda                             | Kirsten Flipkens Johanna Larsson     | 6:2, 6:3       | Akiko Ōmae Peangtarn Plipuech      | Zhang Shuai Patricia Maria Țig      | Jana Čepelová Camila Giorgi Johanna Larsson Sara Sorribes Tormo      |
| 39.     | 26 września | Dongfeng Motor Wuhan Open Wuhan WTA Premier 5 2 589 000 $ – Twarda                      | Petra Kvitová                        | 6:1, 6:1       | Dominika Cibulková                 | Simona Halep Swietłana Kuzniecowa   | Madison Keys Johanna Konta Agnieszka Radwańska Barbora Strýcová      |
| 39.     | 26 września | Dongfeng Motor Wuhan Open Wuhan WTA Premier 5 2 589 000 $ – Twarda                      | Bethanie Mattek-Sands Lucie Šafářová | 6:1, 6:4       | Sania Mirza Barbora Strýcová       | Simona Halep Swietłana Kuzniecowa   | Madison Keys Johanna Konta Agnieszka Radwańska Barbora Strýcová      |
| 39.     | 26 września | Tashkent Open Taszkent WTA International Series 250 000 $ – Twarda                      | Kristýna Plíšková                    | 6:3, 2:6, 6:3  | Nao Hibino                         | Denisa Allertová Kateryna Kozłowa   | Irina Chromaczowa Łesia Curenko Kirsten Flipkens Stefanie Vögele     |
| 39.     | 26 września | Tashkent Open Taszkent WTA International Series 250 000 $ – Twarda                      | Raluca Olaru İpek Soylu              | 7:5, 6:3       | Demi Schuurs Renata Voráčová       | Denisa Allertová Kateryna Kozłowa   | Irina Chromaczowa Łesia Curenko Kirsten Flipkens Stefanie Vögele     |

### Październik
| Tydzień | Data            | Turniej                                                                                       | Zwyciężczynie                        | Wynik            | Finalistki                           | Półfinalistki                            | Ćwierćfinalistki                                                          |
| ------- | --------------- | --------------------------------------------------------------------------------------------- | ------------------------------------ | ---------------- | ------------------------------------ | ---------------------------------------- | ------------------------------------------------------------------------- |
| 40.     | 3 października  | China Open Pekin WTA Premier Mandatory 6 157 160 $ – Twarda                                   | Agnieszka Radwańska                  | 6:4, 6:2         | Johanna Konta                        | Madison Keys Elina Switolina             | Darja Gawriłowa Petra Kvitová Zhang Shuai Jarosława Szwiedowa             |
| 40.     | 3 października  | China Open Pekin WTA Premier Mandatory 6 157 160 $ – Twarda                                   | Bethanie Mattek-Sands Lucie Šafářová | 6:4, 6:4         | Caroline Garcia Kristina Mladenovic  | Madison Keys Elina Switolina             | Darja Gawriłowa Petra Kvitová Zhang Shuai Jarosława Szwiedowa             |
| 41.     | 10 października | Prudential Hong Kong Tennis Open Hongkong WTA International Series 250 000 $ – Twarda         | Caroline Wozniacki                   | 6:1, 6:7(4), 6:2 | Kristina Mladenovic                  | Darja Gawriłowa Jelena Janković          | Alizé Cornet Angelique Kerber Bethanie Mattek-Sands Wang Qiang            |
| 41.     | 10 października | Prudential Hong Kong Tennis Open Hongkong WTA International Series 250 000 $ – Twarda         | Chan Hao-ching Chan Yung-jan         | 6:3, 6:1         | Naomi Broady Heather Watson          | Darja Gawriłowa Jelena Janković          | Alizé Cornet Angelique Kerber Bethanie Mattek-Sands Wang Qiang            |
| 41.     | 10 października | Generali Ladies Linz Linz WTA International Series 250 000 $ – Twarda (hala)                  | Dominika Cibulková                   | 6:3, 7:5         | Viktorija Golubic                    | Madison Keys Carla Suárez Navarro        | Denisa Allertová Océane Dodin Garbiñe Muguruza Anastasija Pawluczenkowa   |
| 41.     | 10 października | Generali Ladies Linz Linz WTA International Series 250 000 $ – Twarda (hala)                  | Kiki Bertens Johanna Larsson         | 4:6, 6:2, 10–7   | Anna-Lena Grönefeld Květa Peschke    | Madison Keys Carla Suárez Navarro        | Denisa Allertová Océane Dodin Garbiñe Muguruza Anastasija Pawluczenkowa   |
| 41.     | 10 października | Tianjin Open Tiencin WTA International Series 500 000 $ – Twarda                              | Peng Shuai                           | 7:6(3), 6:2      | Alison Riske                         | Danka Kovinić Swietłana Kuzniecowa       | Naomi Ōsaka Mónica Puig Agnieszka Radwańska Han Xinyun                    |
| 41.     | 10 października | Tianjin Open Tiencin WTA International Series 500 000 $ – Twarda                              | Christina McHale Peng Shuai          | 7:6(8), 6:0      | Magda Linette Xu Yifan               | Danka Kovinić Swietłana Kuzniecowa       | Naomi Ōsaka Mónica Puig Agnieszka Radwańska Han Xinyun                    |
| 42.     | 17 października | Kremlin Cup Moskwa WTA Premier 823 888 $ – Twarda (hala)                                      | Swietłana Kuzniecowa                 | 6:2, 6:1         | Darja Gawriłowa                      | Elina Switolina Julia Görges             | Tímea Babos Ana Konjuh Darja Kasatkina Anastasija Pawluczenkowa           |
| 42.     | 17 października | Kremlin Cup Moskwa WTA Premier 823 888 $ – Twarda (hala)                                      | Andrea Hlaváčková Lucie Hradecká     | 6:4, 0:6, 10–7   | Darja Gawriłowa Darja Kasatkina      | Elina Switolina Julia Görges             | Tímea Babos Ana Konjuh Darja Kasatkina Anastasija Pawluczenkowa           |
| 42.     | 17 października | BGL BNP Paribas Luxembourg Open Luksemburg WTA International Series 250 000 $ – Twarda (hala) | Monica Niculescu                     | 6:4, 6:0         | Petra Kvitová                        | Lauren Davis Kiki Bertens                | Johanna Larsson Andrea Petković Denisa Allertová Caroline Wozniacki       |
| 42.     | 17 października | BGL BNP Paribas Luxembourg Open Luksemburg WTA International Series 250 000 $ – Twarda (hala) | Kiki Bertens Johanna Larsson         | 4:6, 7:5, 11–9   | Monica Niculescu Patricia Maria Țig  | Lauren Davis Kiki Bertens                | Johanna Larsson Andrea Petković Denisa Allertová Caroline Wozniacki       |
| 43.     | 24 października | BNP Paribas WTA Finals Singapur WTA Championships 7 000 000 $ – Twarda (hala)                 | Dominika Cibulková                   | 6:3, 6:4         | Angelique Kerber                     | Swietłana Kuzniecowa Agnieszka Radwańska | Faza grupowa Simona Halep Madison Keys Garbiñe Muguruza Karolína Plíšková |
| 43.     | 24 października | BNP Paribas WTA Finals Singapur WTA Championships 7 000 000 $ – Twarda (hala)                 | Jekatierina Makarowa Jelena Wiesnina | 7:6(5), 6:3      | Bethanie Mattek-Sands Lucie Šafářová | Swietłana Kuzniecowa Agnieszka Radwańska | Faza grupowa Simona Halep Madison Keys Garbiñe Muguruza Karolína Plíšková |

### Listopad
| Tydzień | Data        | Turniej                                                        | Zwyciężczynie       | Wynik          | Finalistki               | Półfinalistki             | Faza grupowa |
| ------- | ----------- | -------------------------------------------------------------- | ------------------- | -------------- | ------------------------ | ------------------------- | --- |
| 44.     | 1 listopada | WTA Elite Trophy Zhuhai WTA Championships 2 214 500 $ – Twarda | Petra Kvitová       | 6:4, 6:2       | Elina Switolina          | Johanna Konta Zhang Shuai | Tímea Babos Timea Bacsinszky Kiki Bertens Caroline Garcia Samantha Stosur Barbora Strýcová Roberta Vinci Jelena Wiesnina |
| 44.     | 1 listopada | WTA Elite Trophy Zhuhai WTA Championships 2 214 500 $ – Twarda | Xu Yifan İpek Soylu | 6:4, 3:6, 10–7 | Yang Zhaoxuan You Xiaodi | Johanna Konta Zhang Shuai | Tímea Babos Timea Bacsinszky Kiki Bertens Caroline Garcia Samantha Stosur Barbora Strýcová Roberta Vinci Jelena Wiesnina |

## Wielki Szlem
| Turniej         | Gra pojedyncza   | Gra podwójna                         | Gra mieszana                  |
| Australian Open | Angelique Kerber | Martina Hingis Sania Mirza           | Jelena Wiesnina Bruno Soares  |
| French Open     | Garbiñe Muguruza | Caroline Garcia Kristina Mladenovic  | Martina Hingis Leander Paes   |
| Wimbledon       | Serena Williams  | Serena Williams Venus Williams       | Heather Watson Henri Kontinen |
| US Open         | Angelique Kerber | Bethanie Mattek-Sands Lucie Šafářová | Laura Siegemund Mate Pavić    |

## Wygrane turnieje

### Gra pojedyncza – klasyfikacja tenisistek
| Lp. | Wygrane | Tenisistka           | Państwo           |
| 1.  | 4       | Dominika Cibulková   | Słowacja          |
|     | 3       | Wiktoryja Azaranka   | Białoruś          |
|     | 3       | Angelique Kerber     | Niemcy            |
|     | 3       | Agnieszka Radwańska  | Polska            |
|     | 3       | Sloane Stephens      | Stany Zjednoczone |
| 2.  | 2       | Caroline Garcia      | Francja           |
|     | 2       | Petra Kvitová        | Czechy            |
|     | 2       | Karolína Plíšková    | Czechy            |
|     | 2       | Serena Williams      | Stany Zjednoczone |
| 3.  | 1       | Timea Bacsinszky     | Szwajcaria        |
|     | 1       | Irina-Camelia Begu   | Rumunia           |
|     | 1       | Kiki Bertens         | Holandia          |
|     | 1       | Çağla Büyükakçay     | Turcja            |
|     | 1       | Alizé Cornet         | Francja           |
|     | 1       | Łesia Curenko        | Ukraina           |
|     | 1       | Sara Errani          | Włochy            |
|     | 1       | Irina Falconi        | Stany Zjednoczone |
|     | 1       | Simona Halep         | Rumunia           |
|     | 1       | Madison Keys         | Stany Zjednoczone |
|     | 1       | Johanna Konta        | Wielka Brytania   |
|     | 1       | Swietłana Kuzniecowa | Rosja             |
|     | 1       | Christina McHale     | Stany Zjednoczone |
|     | 1       | Garbiñe Muguruza     | Hiszpania         |
|     | 1       | Kristýna Plíšková    | Czechy            |
|     | 1       | Lucie Šafářová       | Czechy            |
|     | 1       | Francesca Schiavone  | Włochy            |
|     | 1       | Laura Siegemund      | Niemcy            |
|     | 1       | Carla Suárez Navarro | Hiszpania         |
|     | 1       | Elina Switolina      | Ukraina           |
|     | 1       | Coco Vandeweghe      | Stany Zjednoczone |
|     | 1       | Roberta Vinci        | Włochy            |
|     | 1       | Heather Watson       | Wielka Brytania   |
|     | 1       | Yanina Wickmayer     | Belgia            |
|     | 1       | Venus Williams       | Stany Zjednoczone |
|     | 1       | Duan Yingying        | Chiny             |

### Gra pojedyncza – klasyfikacja państw
| Lp. | Państwo           | Wygrane |
| 1.  | Stany Zjednoczone | 10      |
| 2.  | Czechy            | 6       |
| 3.  | Białoruś          | 3       |
|     | Francja           | 3       |
|     | Niemcy            | 3       |
|     | Polska            | 3       |
|     | Słowacja          | 3       |
|     | Włochy            | 3       |
| 4.  | Hiszpania         | 2       |
|     | Rumunia           | 2       |
|     | Ukraina           | 2       |
|     | Wielka Brytania   | 2       |
| 5.  | Belgia            | 1       |
|     | Chiny             | 1       |
|     | Holandia          | 1       |
|     | Rosja             | 1       |
|     | Szwajcaria        | 1       |
|     | Turcja            | 1       |

### Gra podwójna – klasyfikacja tenisistek
| Lp. | Wygrane | Tenisistka                  | Państwo           |
| 1.  | 7       | Sania Mirza                 | Indie             |
| 2.  | 5       | Martina Hingis              | Szwajcaria        |
| 3.  | 4       | Caroline Garcia             | Francja           |
|     | 4       | Bethanie Mattek-Sands       | Stany Zjednoczone |
|     | 4       | Kristina Mladenovic         | Francja           |
| 4.  | 3       | Anabel Medina Garrigues     | Hiszpania         |
|     | 3       | Monica Niculescu            | Rumunia           |
|     | 3       | Arantxa Parra Santonja      | Hiszpania         |
|     | 3       | Lucie Šafářová              | Czechy            |
|     | 3       | İpek Soylu                  | Turcja            |
| 5.  | 2       | Chan Hao-ching              | Chińskie Tajpej   |
|     | 2       | Andrea Hlaváčková           | Czechy            |
|     | 2       | Darija Jurak                | Chorwacja         |
|     | 2       | Andreea Mitu                | Rumunia           |
|     | 2       | Peng Shuai                  | Chiny             |
|     | 2       | Barbora Strýcová            | Czechy            |
|     | 2       | Chan Yung-jan               | Chińskie Tajpej   |
| 6.  | 1       | Lara Arruabarrena           | Hiszpania         |
|     | 1       | Shūko Aoyama                | Japonia           |
|     | 1       | Raquel Atawo                | Stany Zjednoczone |
|     | 1       | Kiki Bertens                | Holandia          |
|     | 1       | Verónica Cepede Royg        | Paragwaj          |
|     | 1       | Liang Chen                  | Chiny             |
|     | 1       | Chuang Chia-jung            | Chińskie Tajpej   |
|     | 1       | Gabriela Dabrowski          | Kanada            |
|     | 1       | Margarita Gasparian         | Rosja             |
|     | 1       | Eri Hozumi                  | Japonia           |
|     | 1       | María Irigoyen              | Argentyna         |
|     | 1       | Lu Jingjing                 | Chiny             |
|     | 1       | Oksana Kalasznikowa         | Gruzja            |
|     | 1       | Miyu Katō                   | Japonia           |
|     | 1       | Ludmyła Kiczenok            | Ukraina           |
|     | 1       | Nadija Kiczenok             | Ukraina           |
|     | 1       | Vania King                  | Stany Zjednoczone |
|     | 1       | Xenia Knoll                 | Szwajcaria        |
|     | 1       | Aleksandra Krunić           | Serbia            |
|     | 1       | Johanna Larsson             | Szwecja           |
|     | 1       | Jekatierina Makarowa        | Rosja             |
|     | 1       | Tatjana Maria               | Niemcy            |
|     | 1       | María José Martínez Sánchez | Hiszpania         |
|     | 1       | Christina McHale            | Stany Zjednoczone |
|     | 1       | Elise Mertens               | Belgia            |
|     | 1       | An-Sophie Mestach           | Belgia            |
|     | 1       | Asia Muhammad               | Stany Zjednoczone |
|     | 1       | Makoto Ninomiya             | Japonia           |
|     | 1       | Raluca Olaru                | Rumunia           |
|     | 1       | Karolína Plíšková           | Czechy            |
|     | 1       | Anastasija Rodionowa        | Australia         |
|     | 1       | Alicja Rosolska             | Polska            |
|     | 1       | Abigail Spears              | Stany Zjednoczone |
|     | 1       | Jarosława Szwiedowa         | Kazachstan        |
|     | 1       | Coco Vandeweghe             | Stany Zjednoczone |
|     | 1       | Yanina Wickmayer            | Belgia            |
|     | 1       | Jelena Wiesnina             | Rosja             |
|     | 1       | Serena Williams             | Stany Zjednoczone |
|     | 1       | Venus Williams              | Stany Zjednoczone |
|     | 1       | Varatchaya Wongteanchai     | Tajlandia         |
|     | 1       | Han Xinyun                  | Chiny             |
|     | 1       | Xu Yifan                    | Chiny             |
|     | 1       | Yang Zhaoxuan               | Chiny             |

### Gra podwójna – klasyfikacja państw
Tytuły zdobyte przez zawodniczki z tego samego są liczone oddzielnie.
| Lp. | Państwo           | Wygrane |
| 1.  | Stany Zjednoczone | 12      |
| 2.  | Czechy            | 8       |
|     | Francja           | 8       |
|     | Hiszpania         | 8       |
| 3.  | Chiny             | 7       |
|     | Indie             | 7       |
| 4.  | Rumunia           | 6       |
|     | Szwajcaria        | 6       |
| 5.  | Chińskie Tajpej   | 5       |
| 6.  | Japonia           | 4       |
| 7.  | Belgia            | 3       |
|     | Rosja             | 3       |
|     | Turcja            | 3       |
| 8.  | Chorwacja         | 2       |
|     | Ukraina           | 2       |
| 9.  | Argentyna         | 1       |
|     | Australia         | 1       |
|     | Gruzja            | 1       |
|     | Holandia          | 1       |
|     | Kanada            | 1       |
|     | Kazachstan        | 1       |
|     | Niemcy            | 1       |
|     | Paragwaj          | 1       |
|     | Polska            | 1       |
|     | Serbia            | 1       |
|     | Szwecja           | 1       |
|     | Tajlandia         | 1       |

## Obronione tytuły
- Martina Hingis – Brisbane (debel)
- Sania Mirza – Sydney (debel)
- Angelique Kerber – Stuttgart (singel)
- Serena Williams – Wimbledon (singel)